# Rhipidia hexadiclona
Rhipidia hexadiclona är en tvåvingeart som först beskrevs av Alexander 1967.  Rhipidia hexadiclona ingår i släktet Rhipidia och familjen småharkrankar. Inga underarter finns listade i Catalogue of Life.